# マルティン・カフカ
マルティン・カフカ（Martin Kafka、1978年7月25日生まれ）は、チェコの元ラグビーユニオン選手。 

## プロフィール
- ジーチャヌィ（Říčany）出身。
- ポジションはスタンドオフ、フルバック。
- 身長 180cm、体重 85kg。
- 曾祖父の従弟にあたる人物にフランツ・カフカがいる。

## 来歴
1985年より地元ラグビーチームでプレーし、1999年より当時2部リーグであったスペインのRCバルセロナへと入団した。2001年よりアルコベンダス・ラグビーへと移籍し、2002年と2003年に1部リーグ得点王となった。
その後フランス選手権トップ14のカストル・オリンピックとメトロ・レーシング・パリを経て2005年に福岡サニックスブルースに加入した。翌年チームを離れ引退を表明、大学で言語学を専攻しながらラグビーチェコ代表のコーチを務めている。